# Erna Flegel
Erna Flegel (Kiel, 11 juli 1911 - Mölln, 16 februari 2006) was een Duits verpleegkundige tijdens de Tweede Wereldoorlog. Eind april 1945 werkte ze op de noodpost van de Rijkskanselarij in Berlijn. Ze was een van de laatste mensen die de Führerbunker verliet.

## Biografie
Van januari 1943 tot het einde van de Tweede Wereldoorlog, evenals tijdens de Slag om Berlijn, was Flegel een verpleegster van Hitlers entourage. Ze werkte samen met Dr. Werner Haase in het ziekenhuis van de Humboldtuniversiteit. Eind april 1945 werd ze overgebracht naar de Rijkskanselarij. Daar werkte ze op een noodpost in de grote kelder, boven de Vorbunker en de Führerbunker. In de laatste maanden van de oorlog werkte ze fulltime in de bunker en waren er meer dan 500 gewonde SS'ers.
Flegel ontmoette Hitler voor het eerst in de Rijkskanselarij. Hitler schudde de hand van alle mensen die hij niet eerder had begroet. Hij voerde regelmatig informele discussies met het personeel. Hitler bedankte haar, Dr. Haase en Dr. Ernst-Günther Schenck ook een keer voor hun medische nooddiensten van de gewonde Duitse soldaten en burgers.
Half april 1945 kwamen Joseph Goebbels, de minister van propaganda, zijn vrouw Magda Goebbels en hun zes kinderen in de bunker wonen. Flegel raakte bevriend met Magda Goebbels en hielp soms als oppas voor de kinderen van Goebbels. Toen duidelijk werd dat de situatie uitzichtloos was, heeft Flegel naar eigen zeggen tevergeefs geprobeerd om Magda Goebbels over te halen om de kinderen in leven te laten.
Op de avond van 29 april 1945, vlak voor zijn zelfmoord, nam Hitler afscheid van zijn medisch personeel. Hij schudde iedereen de hand en zei een paar vriendelijke woorden. Zijn dood betekende dat mensen niet langer de eed van trouw hoefden te volgen, die ze aan hem hadden gezworen. Zodoende probeerden de meeste SS-officieren te vluchten voor het Rode Leger. Samen met onder andere Dr. Haase, Helmut Kunz en Johannes Hentschel, bleef Flegel in de bunker na Hitlers dood. Op 2 mei werd de Rijkskanselarij ingenomen door het Rode Leger. Volgens Flegel werden de achtergebleven Duitsers goed behandeld door de Sovjettroepen. Ze bleef nog zes tot tien dagen in het bunkercomplex voordat ze vertrok. In november 1945 werd Flegel geïnterviewd door Amerikaanse inlichtingenofficieren over haar tijd in de bunker.
Na de Tweede Wereldoorlog zette Flegel haar carrière voort als verpleegster, en werkte ze ook als maatschappelijk werker voor jongeren. Verder reisde ze naar afgelegen regio's, waaronder Ladakh en Tibet. Ze is nooit getrouwd, en stierf in 2006 in een verpleeghuis in Mölln, Duitsland.

## Media
In de Duitse film Der Untergang uit 2004 wordt Flegel gespeeld door Liza Boyarskaya. Deze film is vooral gebaseerd op de herinneringen van Hitlers secretaresse Traudl Junge. Flegel vond dat een paar kleine details verkeerd waren, maar over het algemeen was het een goede film.